# Riu Iàrenga

La conca de la Dvina del Nord. Es mostra el Iàrenga.

El Riu Iàrenga (rus: Яренга ) és un riu al districte d'Ust-Vimski de la República de Komi i al districte de Lenski de l'Óblast d'Arkhànguelsk a Rússia. És un afluent dret del Riu Vítxegda. El riu té 281 km de llarg, i la seva Conca hidrogràfica cobreix 5.140 km². Els principals afluents són el Vezhai (esquerra) i Uktim (dreta). El Iàrenga és el riu principal del districte de Lenski al nord del Vítxegda i recull pràcticament tot el desguàs d'aquesta zona.
La font del Iàenga es troba prop del poble de Vezhaika a la República de Komi. El Iàrenga flueix cap al nord-oest a través de boscos de pins i larixs primigenis, entra a l'òblast d'Arkhangelsk i, al poble de Iàrenga, gira cap al sud-oest. Destaca pels seus nombrosos ràpids. Al poble d'Ust-Otxeia, on accepta l'Otxeia per l'esquerra, gira cap al sud-est. Yarensk es troba al marge esquerre, a uns 3 km del curs del riu. El Iàrenga desemboca al Vitxegda uns 5 km aigües avall de Iàrensk.

## Paleontologia
Els fòssils d'amfibis Temnospòndils Parotosuchus komiensis, Yarengia perplexa, Batrachosuchoides ochevi i Melanopelta antiqua es van trobar als jaciments del Triàsic inferior (Oleniokià superior), prop d'aquest riu.